# Roy Stone
Roy Stone (16. oktober 1836 – 5. august 1905) var officer i Unionshæren under den amerikanske borgerkrig. Han huskes mest for sit hårdnakkede forsvar af McPherson Farmen under slaget ved Gettysburg.

## Biografi
Stone blev født i Plattsburg, New York, som søn af Ithiel V. og Sarah Stone. Hans familie havde været blandt de første, som slog sig ned i området, og hans far ejede et stort gods. Som ung var han ingeniør og skovhugger. Stone giftede sig med Mary Elizabeth Marker i den presbyterianske kirke i Pittsburgh den 14. august 1862. De fik to børn, sønnen Richmond og datteren Margaret.

## Borgerkrigen
Stone gjorde først tjeneste som major for 13. Pennsylvania reserve regiment, et regiment som kom i kamp flere gange, herunder Slaget ved Antietam. Stone vendte tilbage til Pennsylvania for at hjælpe med til at rekruttere nye regimenter. Han blev udnævnt til oberst for det nyopstillede 149. Pennsylvania Infanteri i 1863. Han førte en brigade i 1. Korps i Army of the Potomac under Gettysburg kampagnen. Den 1. juli 1863, på førstedagen af slaget ved Gettysburg, bremsede hans brigade, der bestod af uøvede tropper, som ikke tidligere havde været i kamp, flere angreb fra de konfødererede indtil Iron Brigaden og andre unionsenheder faldt tilbage. Stones mænd var blandt de sidste som trak sig tilbage fra deres sektor. Stone blev alvorligt såret i hoften og armen i kampene på McPhersons Ridge, og han vendte hjem for at blive rask. 
Efter sin tilbagevenden til aktiv tjeneste gjorde Stone kort tjeneste som brigadechef i James Wadsworth's fjerde division i 5. korps. Han blev fjernet fra posten under Overland kampagnen i 1864 af Ulysses S. Grant. Derefter blev Stone kommandant i Alton militærfængslet i Alton, Illinois i slutningen af krigen. Stone blev udnævnt til midlertidig brigadegeneral den 7. september 1864, for "modig indsats under krigen, især ved Gettysburg".

## Efter krigen
Efter krigen blev Stone en ledende fortaler for etablering af gode veje i Amerika. Hans indsats førte til store ændringer og forbedringer i bygning og design af hovedveje. Han vendte tilbage til aktiv tjeneste under den Spansk-amerikanske krig.

## Æresbevisninger
Stone Avenue i Gettysburg National Military Park er opkaldt efter ham.  The palmearten Roystonea er opkaldt til erindring om det arbejde han gjorde for vejbygning i Puerto Rico under erobringen af øen.

## Kulturelle referencer
- Omtales i artikel om Interstate Highway System Arkiveret 7. april 2005 hos  Wayback Machine.